# Guo Zi-Shan
Guo Zi-Shan (3 giugno 2002) è una schermitrice canadese, specializzata nella spada.

## Palmarès
- Campionati panamericani

L'Havana 2018: argento nella spada individuale.